# Schweizer Parlamentswahlen 1875
- DL: 15
- FL: 63
- LM: 22
- ER: 2
- KK: 33

Die Schweizer Parlamentswahlen 1875 fanden am 31. Oktober 1875 statt. Zur Wahl standen 135 Sitze des Nationalrates. Die Wahlen wurden nach dem Majorzwahlrecht vorgenommen, wobei das Land in 48 unterschiedlich grosse Nationalratswahlkreise unterteilt war. Die Freisinnigen (bzw. Radikal-Liberalen) blieben die stärkste Kraft und konnten ebenso wie die Katholisch-Konservativen ihre Vertretung ausbauen. Das neu gewählte Parlament trat in der 10. Legislaturperiode erstmals am 6. Dezember 1875 zusammen.

## Wahlkampf
Die Totalrevision der Bundesverfassung war im Mai 1872 knapp gescheitert, während die darauf folgenden Wahlen im Oktober 1872 eine deutliche Mehrheit der Revisionsbefürworter ergaben. Mit einem weniger zentralistischen Verfassungsentwurf gelang es ihnen, die Föderalisten aus der Romandie auf ihre Seite zu ziehen. Der ausgebrochene Kulturkampf erleichterte diesen Schulterschluss, rief aber auch eine antikatholische Stimmung hervor. Als Folge davon enthielt die neue Verfassung, die am 19. April 1874 mit 63,2 % der Stimmen angenommen wurde, mehrere konfessionelle Ausnahmeartikel, die hauptsächlich gegen die römisch-katholische Kirche gerichtet waren. Das neue Referendumsrecht gab den unter Druck stehenden Katholisch-Konservativen jedoch eine effektive Möglichkeit, sich gegen unliebsame Vorlagen zur Wehr setzen. Diese neue politische Situation gab ihnen die Gelegenheit, ihre bisher schwach ausgeprägten organisatorischen Strukturen zu stärken. Dasselbe taten die reformierten Konservativen, die sich im «Eidgenössischen Verein» zusammenschlossen.
Die Wahlstrategie war nicht ausschliesslich vom Kulturkampf geprägt. Nachdem mit der Verfassungsrevision das grosse gemeinsame Ziel erreicht worden war und die einigende Klammer somit wegfiel, traten innerhalb der «liberalen Grossfamilie» (Freisinnige, gemässigte Liberale und Demokraten) wieder die alten Gegensätze zutage. Je nachdem, welche Allianzen gebildet wurden, vertraten sie von Kanton zu Kanton unterschiedliche Forderungen. Beispielsweise taten sich die Demokraten im Kanton Zürich mit dem Grütliverein zusammen und präsentierten ein sozialpolitisches Programm mit Forderungen wie Zehnstundentag und Fabrikgesetz, womit sie in Konflikt mit den Liberalen des Grossbürgertums gerieten. Wahltaktische Überlegungen führten in einigen Regionen dazu, dass die Konservativen beider Konfessionen ebenfalls temporäre Bündnisse eingingen, beispielsweise im Berner Jura und im Kanton St. Gallen.
Während der 9. Legislaturperiode hatte es aufgrund von Vakanzen 21 Ersatzwahlen in 17 Wahlkreisen gegeben, so viele wie noch nie zuvor; dabei gewannen die Freisinnigen vier Sitze hinzu. 1875 gab es insgesamt 59 Wahlgänge (sechs weniger als drei Jahre zuvor). In 40 von 48 Wahlkreisen waren die Wahlen bereits nach dem ersten Wahlgang entschieden. Wie in der zweiten Hälfte des 19. Jahrhunderts üblich, traten die amtierenden Bundesräte zu einer Komplimentswahl an; d. h., sie stellten sich als Nationalräte zur Wahl, um sich von den Wählern ihre Legitimation als Mitglieder der Landesregierung bestätigen zu lassen. Josef Martin Knüsel erhielt nicht mehr das Vertrauen der Wähler in seinem Luzerner Wahlkreis und erklärte daraufhin seinen Rücktritt auf Ende Jahr. Mit der letzten Ergänzungswahl am 24. Januar 1876 war der Nationalrat komplett.
Im Vergleich zu 1872 war die Wahlbeteiligung 3 Prozent tiefer, wofür die zeitgenössische Presse den eher ruhig verlaufenen Wahlkampf verantwortlich machte. Den höchsten Wert wies der Kanton Aargau auf, wo 85,6 % der Wahlberechtigten ihre Stimme abgaben. Das Schlusslicht bildete der Kanton Zug mit 31,4 %. Wahlgewinner waren die Freisinnigen und die Katholisch-Konservativen, die gegenüber 1872 um je drei Sitze zulegen konnten. Verluste verzeichneten die gemässigten Liberalen (−5 Sitze) und die evangelische Rechte (−1 Sitz).

## Ergebnis der Nationalratswahlen

### Gesamtergebnis
Von 635'745 volljährigen männlichen Wahlberechtigten nahmen 375'666 an den Wahlen teil, was einer Wahlbeteiligung von 59,1 % entspricht.
Die 135 Sitze im Nationalrat verteilten sich wie folgt:
| \| Partei \| Sitze 1872 \| vor Auf- lösung \| Sitze 1875 \| +/− \| Wähler- anteil \| +/− \| \| ------- \| ---------- \| --------------- \| ---------- \| --- \| -------------- \| ------ \| \| FL \| 60 \| 64 \| 63 \| +3 \| 38,2 % \| +3,0 % \| \| KK \| 30 \| 30 \| 33 \| +3 \| 25,7 % \| +0,1 % \| \| LM \| 27 \| 25 \| 22 \| −5 \| 17,9 % \| −3,2 % \| \| DL \| 15 \| 14 \| 15 \| ±0 \| 11,7 % \| −0,8 % \| \| ER \| 3 \| 2 \| 2 \| −1 \| 04,8 % \| +0,7 % \| \| Soz \| – \| – \| – \| – \| 00,1 % \| +0,1 % \| \| Diverse \| – \| – \| – \| – \| 01,6 % \| +0,1 % \| | - FL = Freisinnige Linke (Freisinnige, Radikale, Radikaldemokraten) - LM = Liberale Mitte (Liberale, Liberaldemokraten) - KK = Katholisch-Konservative - ER = Evangelische Rechte (evangelische/reformierte Konservative) - DL = Demokratische Linke (Demokraten, Demokratische Partei) - Soz = Sozialdemokraten |                 |            |     |                |        |
| Partei | Sitze 1872 | vor Auf- lösung | Sitze 1875 | +/− | Wähler- anteil | +/−    |
| FL | 60 | 64              | 63         | +3  | 38,2 %         | +3,0 % |
| KK | 30 | 30              | 33         | +3  | 25,7 %         | +0,1 % |
| LM | 27 | 25              | 22         | −5  | 17,9 %         | −3,2 % |
| DL | 15 | 14              | 15         | ±0  | 11,7 %         | −0,8 % |
| ER | 3 | 2               | 2          | −1  | 04,8 %         | +0,7 % |
| Soz | – | –               | –          | –   | 00,1 %         | +0,1 % |
| Diverse | – | –               | –          | –   | 01,6 %         | +0,1 % |

Hinweis: Eine Zuordnung von Kandidaten zu Parteien und politischen Gruppierungen ist nur bedingt möglich. Der politischen Wirklichkeit des 19. Jahrhunderts entsprechend kann man eher von Parteiströmungen oder -richtungen sprechen, deren Grenzen teilweise fliessend sind. Die verwendeten Parteibezeichnungen sind daher eine ideologische Einschätzung.

### Ergebnisse in den Kantonen
Die nachfolgende Tabelle zeigt die Verteilung der errungenen Sitze auf die Kantone.
| Kanton                 | Sitze total | Wahl- kreise | Betei- ligung | FL | FL | KK | KK | LM | LM | DL | DL | ER | ER |
| ---------------------- | ----------- | ------------ | ------------- | -- | -- | -- | -- | -- | -- | -- | -- | -- | -- |
| Aargau                 | 10          | 3            | 85,1 %        | 4  |    | 3  | +1 | 3  | −1 |    |    |    |    |
| Appenzell Ausserrhoden | 2           | 1            | 82,8 %        | 2  | +1 |    |    | −  | −1 |    |    |    |    |
| Appenzell Innerrhoden  | 1           | 1            | 78,0 %        |    |    | 1  |    |    |    |    |    |    |    |
| Basel-Landschaft       | 3           | 1            | 41,6 %        | 1  | −1 |    |    | 1  | +1 | 1  |    |    |    |
| Basel-Stadt            | 2           | 1            | 46,9 %        | 2  | +1 |    |    | −  | −1 |    |    |    |    |
| Bern                   | 25          | 6            | 54,0 %        | 24 | +1 |    |    |    |    |    |    | 1  | −1 |
| Freiburg               | 6           | 2            | 70,9 %        |    |    | 6  |    |    |    |    |    |    |    |
| Genf                   | 4           | 1            | 36,8 %        | 4  |    |    |    |    |    |    |    |    |    |
| Glarus                 | 2           | 1            | 53,0 %        | 1  |    |    |    | 1  |    |    |    |    |    |
| Graubünden             | 5           | 3            | 67,5 %        | 3  | +2 | 1  |    | 1  | −1 |    |    | –  | −1 |
| Luzern                 | 7           | 4            | 51,4 %        | 1  |    | 5  |    | 1  |    |    |    |    |    |
| Neuenburg              | 5           | 1            | 46,5 %        | 5  |    |    |    |    |    |    |    |    |    |
| Nidwalden              | 1           | 1            | 39,9 %        |    |    | 1  |    |    |    |    |    |    |    |
| Obwalden               | 1           | 1            | 53,1 %        |    |    | 1  |    |    |    |    |    |    |    |
| Schaffhausen           | 2           | 1            | 73,7 %        |    |    |    |    | –  | −1 | 2  | +1 |    |    |
| Schwyz                 | 2           | 1            | 34,5 %        |    |    | 2  |    |    |    |    |    |    |    |
| Solothurn              | 4           | 1            | 45,4 %        | 3  | −1 |    |    | 1  | +1 |    |    |    |    |
| St. Gallen             | 10          | 3            | 78,6 %        | 2  | −1 | 2  | +1 | 3  | −1 | 2  |    | 1  | +1 |
| Tessin                 | 6           | 2            | 59,3 %        | −  | −2 | 6  | +2 |    |    |    |    |    |    |
| Thurgau                | 5           | 1            | 64,8 %        | 2  | +2 |    |    | 1  |    | 2  | −2 |    |    |
| Uri                    | 1           | 1            | 67,0 %        |    |    | 1  |    |    |    |    |    |    |    |
| Waadt                  | 11          | 3            | 35,5 %        | 7  |    |    |    | 4  |    |    |    |    |    |
| Wallis                 | 5           | 3            | 52,9 %        | 2  | +1 | 3  | −1 |    |    |    |    |    |    |
| Zug                    | 1           | 1            | 31,4 %        |    |    | 1  |    |    |    |    |    |    |    |
| Zürich                 | 14          | 4            | 71,6 %        |    |    |    |    | 6  | −1 | 8  | +1 |    |    |
| Schweiz                | 135         | 48           | 59,1 %        | 63 | +3 | 33 | +3 | 22 | −5 | 15 | ±0 | 2  | −1 |

## Ständerat
Die Wahlberechtigten konnten die Mitglieder des Ständerates nur in den Kantonen Obwalden, Solothurn, Thurgau und Zürich selbst bestimmen (in Obwalden durch die Landsgemeinde). In allen übrigen Kantonen erfolgte die Wahl indirekt durch die jeweiligen Kantonsparlamente.